# Wohn- und Wirtschaftsgebäude Beufleth 2
Das Wohn- und Wirtschaftsgebäude Beufleth 2 am Elbdeich direkt vor dem Hadelner Kanal in der niedersächsischen Samtgemeinde Land Hadeln, Gemeinde Otterndorf im Landkreis Cuxhaven, stammt vom 19. Jahrhundert. Aktuell (2024) wird es als Wohn- und Ferienhaus Deichhof Johannßen genutzt.
Das Gebäude steht unter Denkmalschutz (siehe auch Liste der Baudenkmale in Otterndorf).

## Geschichte und Beschreibung
Otterndorf war der Hauptort des Landes Hadeln. 1400 erhielt er von Herzog Erich von Sachsen-Lauenburg das Stadtrecht.
Das eingeschossige giebelständige Gebäude in Backstein, in der Art eines Vierständer-Hallenhauses, mit ziegelgedecktem Satteldach, Dachhaus am Seiteneingang und einer korbbogigen Grooten Door, wurde 1875 (Inschrift) gebaut. Die Fassaden sind gestaltet durch einen umlaufenden Tropfenfries aus Backstein und zusätzliche Schmuckgesimse an den Giebeldreiecken.
Das Landesdenkmalamt befand u. a.: „… zeit- und regionstypischer Massivbau … .“